# ELECTRIC MACHINE GUN TITS
ELECTRIC MACHINE GUN TITS (エレクトリックマシンガンティッツ) はアメリカ合衆国カリフォルニア州サンフランシスコのツーピース・ガレージ・パンク・ロックバンド。通称：EMGTまたは、エレマシ。

## 概要
2015年冬、野沢直子とTora Fujimotoにより結成。ボーカルとギターのツーピース構成でドラムマシーンを使用している。
バンド名を直訳すると、電気マシンガンおっぱい。ライブではステージから観客に向かってラーメンを投げたりする。
主にサンフランシスコを拠点に活動しているが、毎年夏に日本ツアー、2019年にはスペイン（EU）ツアーを行なっている。

## メンバー
- 野沢直子（ヴォーカル/シンセサイザー）
- Tora Fujimoto（ギター/ヴォーカル）

### エピソード
メンバーの野沢とToraは公私ともにパートナーである。

## ディスコグラフィ

### アルバム
- LOVE AND PUKE（2017年6月16日） - インディーズ
- PINK GUTS（2018年6月6日） - インディーズ
- SUNGLASSES SAMURAI（2019年5月5日） - インディーズ
- PANDEMIC SUPLEX（2020年8月8日） - インディーズ
- A.I.（2021年6月6日） - インディーズ
- TOKYO RAFFLESIA（2022年6月6日） - インディーズ

## 主な出演イベント
- 2016年07月09日 - GANKE FES 2016 (北海道）
- 2016年07月10日 - ギターウルフ 2016 逆襲の四畳半ツアー　東京公演
- 2016年07月13日 - ドキッ! 野沢だらけの直子大会!! 2016 〜下北編〜
- 2017年04月06日 - PUFFY US TOUR 2017 'NOT LAZY' サンフランシスコ公演
- 2017年07月31日 - ドキッ! 野沢だらけの直子大会!! 2017 〜新宿編〜
- 2017年08月02日 - エレマシ vs オナマシ..... 夏の魔物の激突! La.mama 35th Anniversary ティッシュタイム - ドキッ! 野沢だらけの直子大会!! 2017 〜渋谷編〜
- 2018年04月12日 - Reverend Beat-Man & Nicole Izobel U.S Tour - San Francisco
- 2018年05月03日 - Bob Log III Tour - San Francisco
- 2018年07月20日 - The 5.6.7.8's & Daddy-O-Nov presents Three Tones Of Joy Summer Party with T字路s
- 2018年07月21日 - 焼来肉ロックフェス 2018（長野県飯田市）
- 2018年08月04日 - ドキッ! 野沢だらけの直子大会!!! 2018 〜新宿編〜
- 2018年10月03日 - 少年ナイフ ALIVE! in the U.S.A 2018 Tour サンフランシスコ公演
- 2019年5月 - スペイン(EU) ツアー with Niña Coyote eta Chico Tornado
- 2019年7月20日 - 焼来肉ロックフェス 2019（長野県飯田市）
- 2019年7月21日 - ドキッ! 野沢だらけの直子大会!!! 2019 〜吉祥寺編〜 & ロリータ18号 30周年 x Planet K 20周年スペシャル!!
- 2019年7月27日 - FUJI ROCK FESTIVAL 2019（新潟県湯沢町苗場スキー場）
- 2019年7月28日 - ドキッ! 野沢だらけの直子大会!!! 2019 〜番外編〜
- 2020年9月26日 - シマネジェットフェス・ヤマタノオロチライジング 2020